# Thỏ Ba Lan

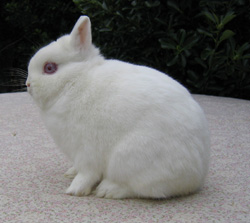
Một con thỏ Ba Lan

Thỏ Ba Lan là một giống thỏ nhà có nguồn gốc từ nước Anh mặc dù tên gọi của chúng chỉ xuất xứ Ba Lan. Là một trong những giống thỏ nhỏ con nhất hiện nay, cân nặng chỉ 0,9 kg. Chúng không phải là loài thỏ nhà phổ biến vì quá nhỏ nên cần sự chăm sóc đặc biệt. Được dùng để lấy thịt và loài thỏ này được cho là thịt thỏ cao cấp. Chúng khá giống thỏ lùn Hà Lan về dáng vóc nhưng nhỉnh hơn. Đôi khi bắt gặp những con có mắt xanh ngọc, màu đá nâu đỏ.

## Lịch sử
Mặc dù gọi là con thỏ Ba Lan được cho là có nguồn gốc ở Anh tư những co thỏ trắng, nhưng nguồn gốc chính xác của giống này là chưa biết chắc chắn. Chúng lần đầu tiên được trưng bày tại Anh vào năm 1884. Việc nhập khẩu ban đầu tới Mỹ là thỏ trắng ruby mắt nhỏ mà không mang gen lùn. Lai với thỏ Anh được chọn cho một, kiểu cơ thể thẳng đứng gọn gàng hơn và tính khí động. Các phiên bản Anh của thỏ Ba Lan là tương đương với Mỹ "Britannia Nhỏ".
Từ những năm 1950, giống Ba Lan màu đã được công nhận bởi các câu lạc bộ thỏ. Năm 1957, Hiệp hội các tác giả và Thỏ Mỹ 'đã được phê duyệt tỏ Ba Lan đen và sô cô la. Năm 1982, sự đa dạng màu lam đã được phê duyệt và trong năm 1998, nhiều màu lấm tấm đã được cho phép. Tại Anh, các Rabbit Club Quốc gia Ba Lan chấp nhận bất kỳ màu sắc của thỏ Ba Lan miễn là nó được chấp nhận bởi một khác giống trong tiêu chuẩn của nó. Rews là phổ biến nhất và thành công nhất tại các triển lãm

## Đặc điểm

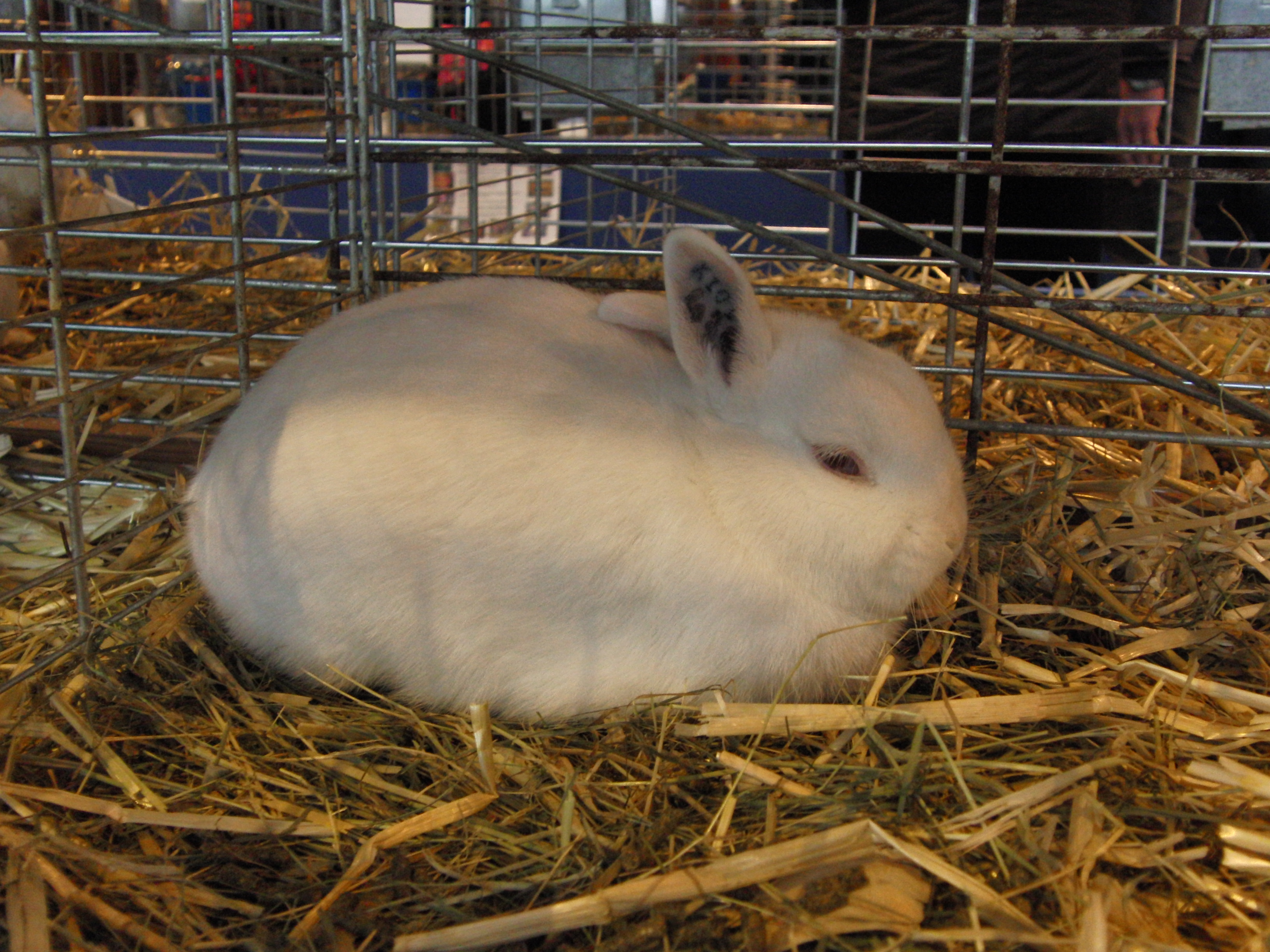
Một con thỏ Ba Lan

Ngày nay, con thỏ Ba Lan Mỹ được sử dụng như một loài thỏ triển lãm lạ mắt và vật nuôi. Chúng là những con thỏ nhỏ có tai ngắn mà chạm nhau. Chúng cần phải có một cái đầu ngắn với đôi má đầy đủ và đôi mắt đậm. Do kích thước nhỏ, con thỏ Ba Lan thường bị nhầm lẫn với các con thỏ lùn Hà Lan, mặc dù thỏ Ba Lan là lớn hơn một chút và có cái đầu không được tròn. Có rất nhiều sự khác biệt khác giữa hai giống như cấu trúc lông, loại hình cơ thể và màu sắc.
Các trọng số được chấp nhận của thỏ Ba Lan lúc 6 tháng trở lên là từ 2 ½ tới 3 ½ pounds. Trọng lượng lý tưởng là 2 ½ pounds. Cho đến những năm 1950, hầu hết thỏ Ba Lan Mỹ là có làn da trắng với một trong hai mắt đỏ hoặc mắt màu lam. Màu trắng ruby ở mặt là một bạch tạng đúng. Màu trắng mắt xanh có gen trắng Vienna và không phải là một bạch tạng đúng nghĩa. Tuổi thọ trung bình của một con thỏ giống Ba Lan là 5-6 năm.

## Chế độ ăn
Thỏ Ba Lan cần được cho ăn khoảng 1/4-1/2 chén thức ăn viên mỗi ngày tùy thuộc vào mức độ hoạt động của thỏ. Điều quan trọng là thỏ có thể ăn uống không giới hạn hay đồ ăn tươi hoặc cỏ để đảm bảo sức khỏe tốt về nha khoa, sức khỏe tiêu hóa, sức khỏe đường tiết niệu, kiểm soát cân nặng và làm sạch môi trường để tránh việc ăn nhiều quá chúng sẽ đại tiện bừa bãi.
Một số loại như trái cây và cà rốt nên được cho ăn một cách tiết chế, thường là một phần không lớn hơn đầu ngón tay cái. Lá bồ công anh tươi non, rau mùi tây và rau bina là những lựa chọn bổ dưỡng. Các loại rau thuộc họ cải bắp và hàm lượng đường cao các loại thực phẩm như ngô nên tránh, vì chúng có thể gây viêm dạ dày ruột. Thỏ này sẽ nhai trên thảm, ván chân tường và dây điện. 

## Tính cách
Do kích thước nhỏ, thỏ Ba Lan cần ít không gian trong các lồng và chuồng và chiếm ít không gian trong căn hộ hơn một số giống lớn hơn. Đáy lồng không nên trơn trượt, vì điều này có thể gây ra chấn thương hông và chân xoay ra ngoài (trật chân ngoài). Các con thỏ Ba Lan Mỹ nói chung là điềm tĩnh và thân thiện, đặc biệt là các con thỏ đực. Chúng có thể thể hiện tập tính lãnh thổ nếu không bị thiến. Trẻ em luôn cần được giám sát khi chơi với thỏ, để đảm bảo rằng con thỏ không vô tình bị thương. Thỏ có thể được đào tạo một cách dễ dàng để sử dụng một hộp đựng và chấp nhận một dây nịt bằng dây xích khi ra khỏi lồng. 